# 宮元陸
宮元 陸（みやもと りく、1956年〈昭和31年〉11月1日 - ）は、日本の政治家。石川県加賀市長（3期）。元石川県議会議員（4期）、元石川県議会副議長。

## 経歴
石川県江沼郡片山津町（現・加賀市）に生まれる。法政大学法学部政治学科卒業。衆議院議員の森喜朗の秘書となる。
1999年（平成11年）4月11日に行われた石川県議会議員選挙に加賀市江沼郡選挙区から立候補し初当選した。
2011年（平成23年）、石川県議会議員に4期目の当選。
2013年（平成25年）8月20日、任期満了に伴う加賀市長選に立候補する意向を表明。9月4日、石川県議会議員を辞職。
同年10月6日に行われた加賀市長選挙で現職の寺前秀一を破り、初当選
2017年（平成29年）、無投票で再選。2021年（令和3年）、無投票で3選。

## 市政・人物
育鵬社と日本教科書の教科書を採用
2011年（平成23年）8月9日、11日、石川県教育委員会は会議を開き、県立中学校で翌年度から4年間使用する歴史と公民の教科書に教育出版のものを採択した。同年9月21日、当時県議だった宮元は県議会予算特別委員会で「一体何を考えて今回の教科書採択に向かっていったのか。日本教職員組合の代弁をしているんじゃないか。もしくは日教組と一体化しているんじゃないかと思うくらい非常に不可解な部分がいっぱいあった」と発言。育鵬社版が採用されなかったことについて不平を述べた。
2014年（平成26年）6月2日、「教育再生首長会議」が発足。事務局は育鵬社の教科書を推奨する「一般財団法人日本教育再生機構」に置かれ、宮元もほどなく市長として、教育再生首長会議に参加した。2015年（平成27年）1月27日、教育再生首長会議のメンバーは首相官邸で安倍晋三首相と面会。安倍は「教育委員会制度改革で、首長の役割が一層重要になる」と強調した。さらに同年4月、文部科学省は、事前の教員らによる選考会議の順位付けについて「拘束力があるかのような取り扱いはしないこと」との通知を、自治体教育委員会に通知した。
2015年（平成27年）9月1日、加賀市教育委員会は、市立中学校で翌年度から4年間使用する歴史と公民の教科書に育鵬社版を採択したと発表した。同社の採用は初めて。採決は5人の委員でとられ、4対3の多数決で決まった。この年、保守色の強い首長の自治体で同社の教科書が多く採択されたため、メディアは「首長の意をくんだ教育委員による強行」「教育委員の任命権は首長にある。教育現場の意見が軽んじられ、政治家の影響が強まるのは問題」と報じた。
2017年（平成29年）1月、教育再生首長会議の会合で、日本教科書株式会社の中学道徳教科書の宣伝資料が配布される。同社は、日本教育再生機構理事長の八木秀次が前年に設立した会社であった。
学習指導要領の一部改正に伴い、それまで教科外活動であった小中学校の「道徳」が、「特別の教科 道徳」として教科へ格上げされた。中学校では2019年度から全面実施されることとなり、2018年（平成30年）8月27日、加賀市教委は、翌年度からの中学道徳の教科書に日本教科書版を採択した。この年、日本教科書版を採択した自治体は小松市、栃木県大田原市の3市のみであった。
2020年（令和2年）夏の歴史・公民教科書採択で、育鵬社版から他社版に切り替える動きが全国で相次ぐも、加賀市教委は同年9月1日、市立中学校で翌年から4年間使う歴史と公民の教科書について、育鵬社版を引き続き採択したと発表した。
その他
- 2022年（令和4年）6月8日、子どもの睡眠習慣の改善に人工知能（AI）が助言するスマートフォンアプリ「ねんねナビ」を全国の自治体で初めて導入すると発表した[28]。